# Den förste riddaren
Den förste riddaren (originaltitel: First Knight) är en amerikansk äventyrsfilm från 1995.

## Handling
Kungen av Leonesse, Leodegraunces vackra dotter, Lady Guinevere har lovat att gifta sig med kung Artur av Camelot. Hon gör det inte bara för att hans armé beskyddar hennes land från den grymme inkräktaren Malagant, utan för att hon verkligen är fäst vid denne kloke, mogne man. Men en dag anländer en främling till Camelot, en ung stilig äventyrare vid namn Lancelot. Lancelots första möte med Guinevere sker under högst dramatiska former. Hennes följe råkar nämligen ut för ett bakhåll i skogen av Malagants män. Lancelot blir vittne till händelsen och lyckas i sista stund rädda Guinevere undan de blodtörstiga förföljarna. Kärlek uppstår, men med den följer också problemen.

## Om filmen
Den förste riddaren regisserades av Jerry Zucker, som även producerade filmen tillsammans med Hunt Lowry.

## Rollista (urval)
- Sean Connery - kung Artur
- Richard Gere - Lancelot
- Julia Ormond - Guinevere
- Ben Cross - prins Malagant
- Liam Cunningham - Agravaine
- Christopher Villiers - sir Kay
- Valentine Pelka - sir Patrise
- Colin McCormack - sir Mador
- Ralph Ineson - Ralf
- John Gielgud - Oswald
- Stuart Bunce - Peter (kungens stallskötare)
- Jane Robbins - Elise
- Jean Marie Coffey - Petronella
- Paul Kynman - Mark
- Tom Lucy - sir Sagramore
- Mark Ryan - utmanaren